# К'ініч-Йо'наль-Ак I
К'ініч-Йо'наль-Ак I (між 580 та 600—6 лютого 639) — ахав Йокібського царства з 603 до 639 року. За його правління відбулося відновлення держави.

## Життєпис
Про батьків замало відомостей. Після поразок 550-х років стався розпад держави. Зрештою у день 9.8.10.6.16, 10 Кіб 9 Мак (17 листопада 603 року) стає ахавом. Церемонія коронації відбулася в місці Мучііхтуун, а сам К'ініч-Йо'наль-Ак I названий тільки царем К'іна.
Він доклав багатьох зусиль задля відновлення потуги своєї держави. Тому він неодноразово воював з сусідами, насамперед з Баакульським царством і царством Сакц'і.
В день 9.8.10.4.19, 12 Кавак 12 Сак (11 жовтня 603 року), тобто за місяць до воцаріння, К'ініч-Йо'наль-Ака I захопив й приніс у жертву К'еб'-Ті', що мав титул баак вайваль («кістяний чаклун»), що був володарем держави Нікте' (підвладної Баакулю), з його смертю припинилася династія Нікте'. Після цього змусив тікати царський двір з Лакамхи (Паленке).
К'ініч-Йо'наль-Ак I на честь закінчення п'ятиріччя в день 9.8.15.0.0, 10 Ахав 8 Сек (7 червня 608 року) було встановлено стелу 25. В цей час двір йокібського ахава повернувся до стародівньої столиці Йокіб (П'єдрас-Неграс). При цьому відновлюється союз з Канульським царством.
Між 623 та 628 роками відбулися вдалі військові кампанії проти держав Сакц'і та Баакуль, в результаті якого захоплено правителя першого — К'аб'-Чан-Ті' й Ч'ок-Б'алама, ах к'ухууна (людина священного папіра — один з найвищих сановників). У день закінчення п'ятиріччя 9.9.15.0.0, 8 Ахав 13 К'умку (23 лютого 628 року) він встановив стелу 26.
В день 9.9.18.6.10, 9 Ок 3 Шуль (17 червня 631 року) К'ініч-Йо'наль-Ак I відновив контроль над царством Пе'туун. В день 9.10.3.2.5, 8 Чікчан 18 Кумк'у (26 лютого 636 року) війська йокібського царя зазнали поразки від військ К'аб'-Чан-Ті', ахава Сакц'і.
Про останні роки правління К'ініч-Йо'наль-Ака I відомо мало, оскільки встановлена ним з нагоди закінчення п'ятиріччя 9.10.5.0.0, 7 Ахав 3 Паш (1 січня 638 року) стела 31 збереглася погано і сьогодні з напису на ній неможливо отримати будь-яку конкретну інформацію. К'ініч-Йо'наль-Ак I помер в день 9.10.6.2.1, 5 Іміш 19 К'айаб (6 лютого 639 року). Владу успадкував його син Іцам-К'ан-Ак III.